# Подветренные острова (Французская Полинезия)
Подве́тренные острова́ (фр. Îles Sous-le-Vent, таит. Fenua Raro Mata’i) — западная часть Островов Общества (Французская Полинезия).
Суммарная площадь девяти островов, из которых состоит архипелаг, составляет 395 км², на которых, по переписи 2007 года, проживают 33 184 человека. Административный центр Подветренных островов — поселение Утуроа, находящееся на острове Раиатеа и имеющее население 3778 человек по переписи 2007 года.
Подветренные острова гористы, состоят из вулканических пород: трахита, долерита, базальта. Однако вулканическая активность, их породившая, была столь давно, что все кратеры островов уничтожены эрозией.
Из растений наиболее распространены хлебное дерево, пандан, кокосовая пальма. Животных мало: в основном это дикие свиньи, крысы и маленькие ящерицы. В речушках островов обитает несколько видов пресноводных рыб. Коралловые рифы, окружающие острова архипелага, населены тысячами видов рыб и других обитателей океана.
На архипелаге развит туризм. Местные жители производят копру, сахар, ром, перламутр, ваниль.
Острова Подветренных островов (по убыванию площади):
- Раиатеа — 167,7 км², 12 545 жителей (2007). На острове находится высшая точка архипелага — гора Тефатуа (1017 м).
- Тахаа — 90,2 км², 5003 (2012)
- Хуахине — 77,6 км², 6303 (2007). Во время высоких приливов остров разделяется на два: Хуахине-Нуи и Хуахине-Ити.
- Бора-Бора — 30,55 км², 9690 (2012)
- Маупити — 11 км², 1200 (2007)
- Тупаи — 11 км², 0 (2007)
- Мануаэ — 3,5 км², 17 (2002)
- Атолл Беллинсгаузена — 2,829 км², 0 (2007)

Топографическая карта Подветренных островов

- Маупихаа — 2,6 км², 10 (1985)